# Längeneggpass

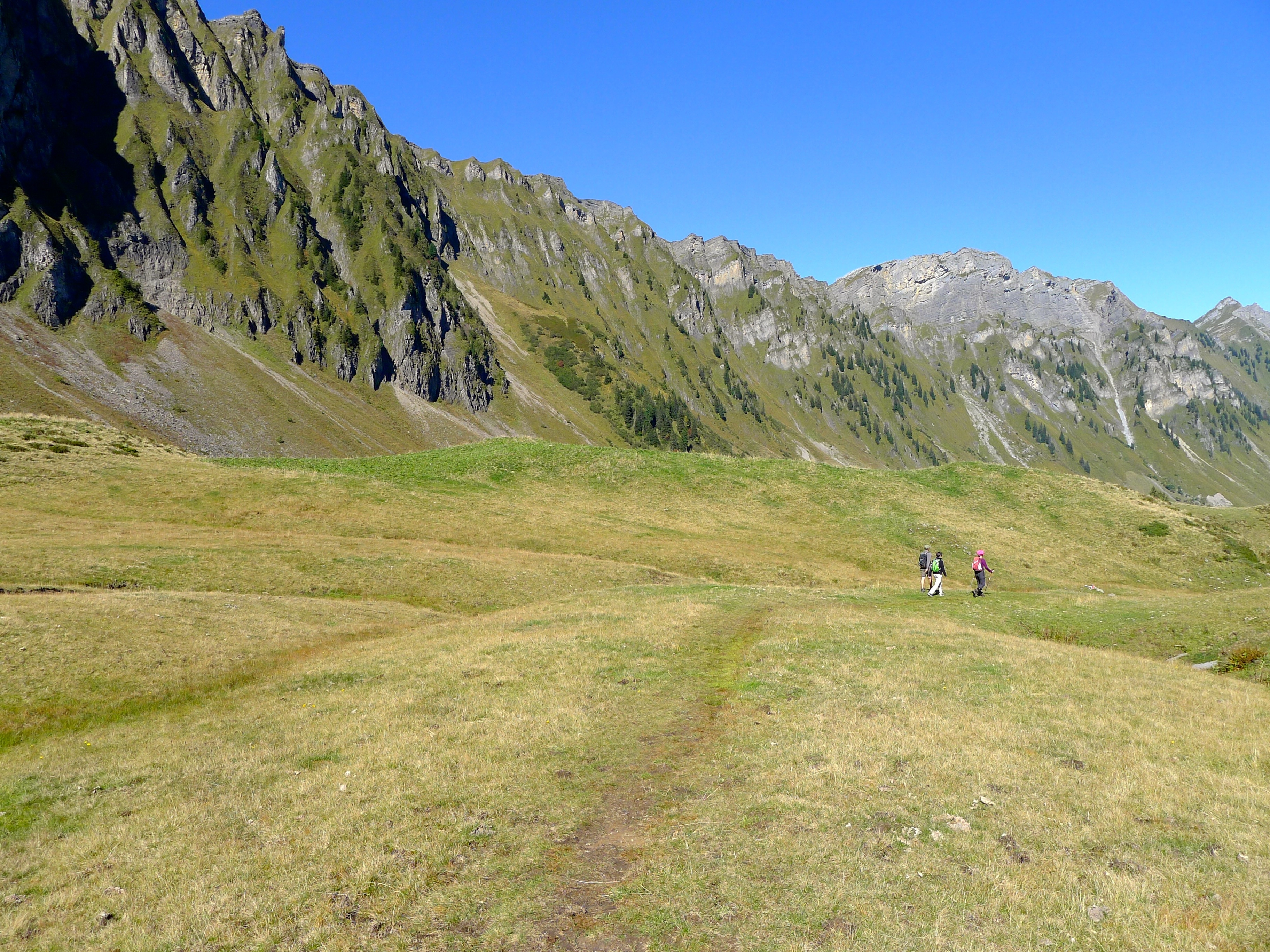
Wanderer unterhalb der Passhöhe des Längeneggpasses auf der Seite Obersee

Der Längeneggpass ist ein Übergang für Fussgänger auf 1814 m ü. M. im Schweizer Kanton Glarus.

## Geografie
Der Längeneggpass verbindet die Region des Obersees oberhalb von Näfels mit Richisau oberhalb des Klöntalersees. Auf beiden Seiten verläuft die Route zum Teil über Alpsträsschen, was sie bei Bikern beliebt macht. Auf der Passhöhe wird der Lachengrat, auch Längenegg-Grat genannt, überquert.

## Pragelpass

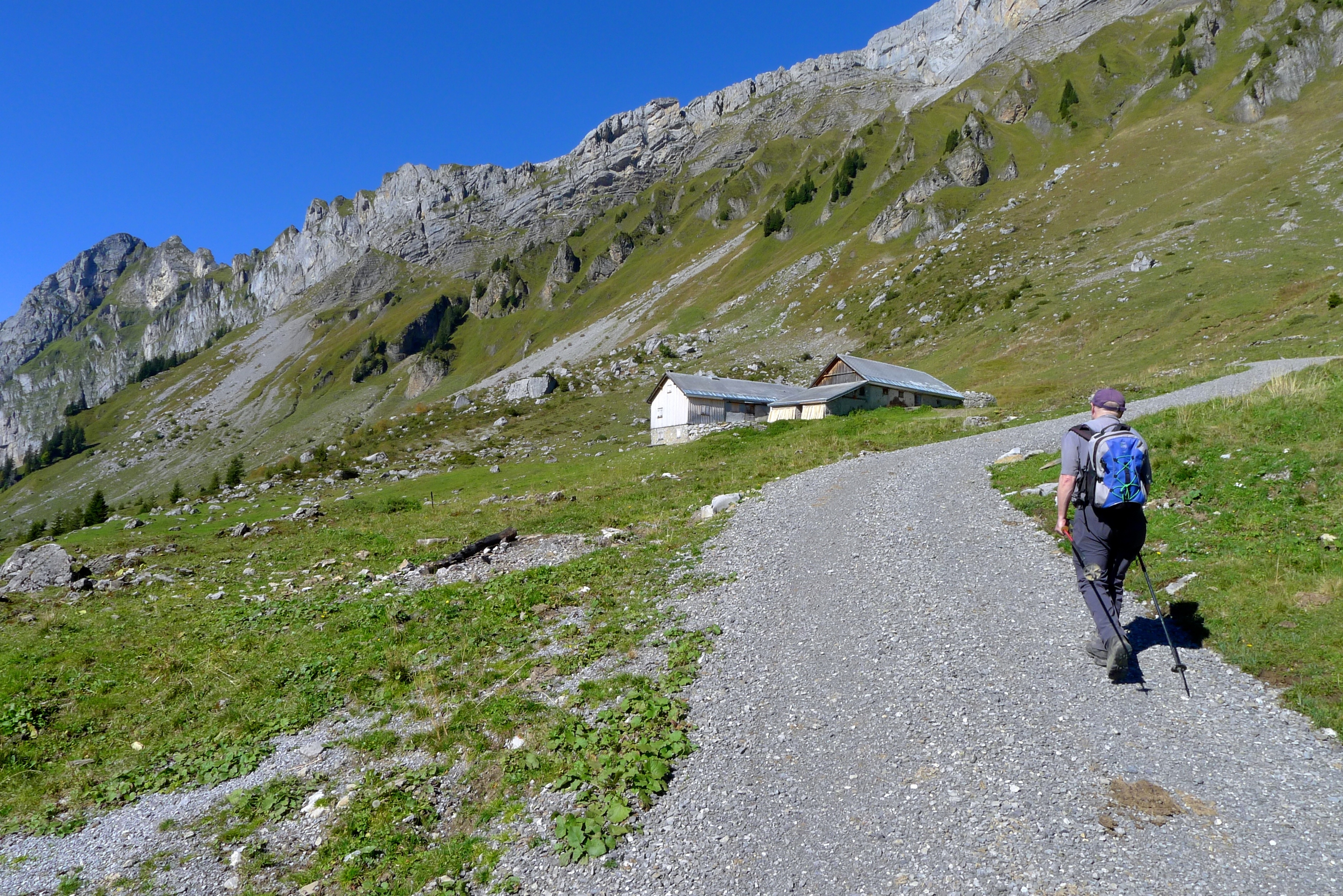
Wanderer bei den Alphütten von Ober Längenegg auf der Seite Klöntal des Passes

Richisau mit Gasthaus und Bushaltestelle auf der Seite Klöntalersee ist gleichzeitig eine Siedlung am Pragelpass, einem Strassenpass, der vom Klöntal hinüber ins Muotatal im Nachbarkanton Schwyz führt.